# Dinghweer

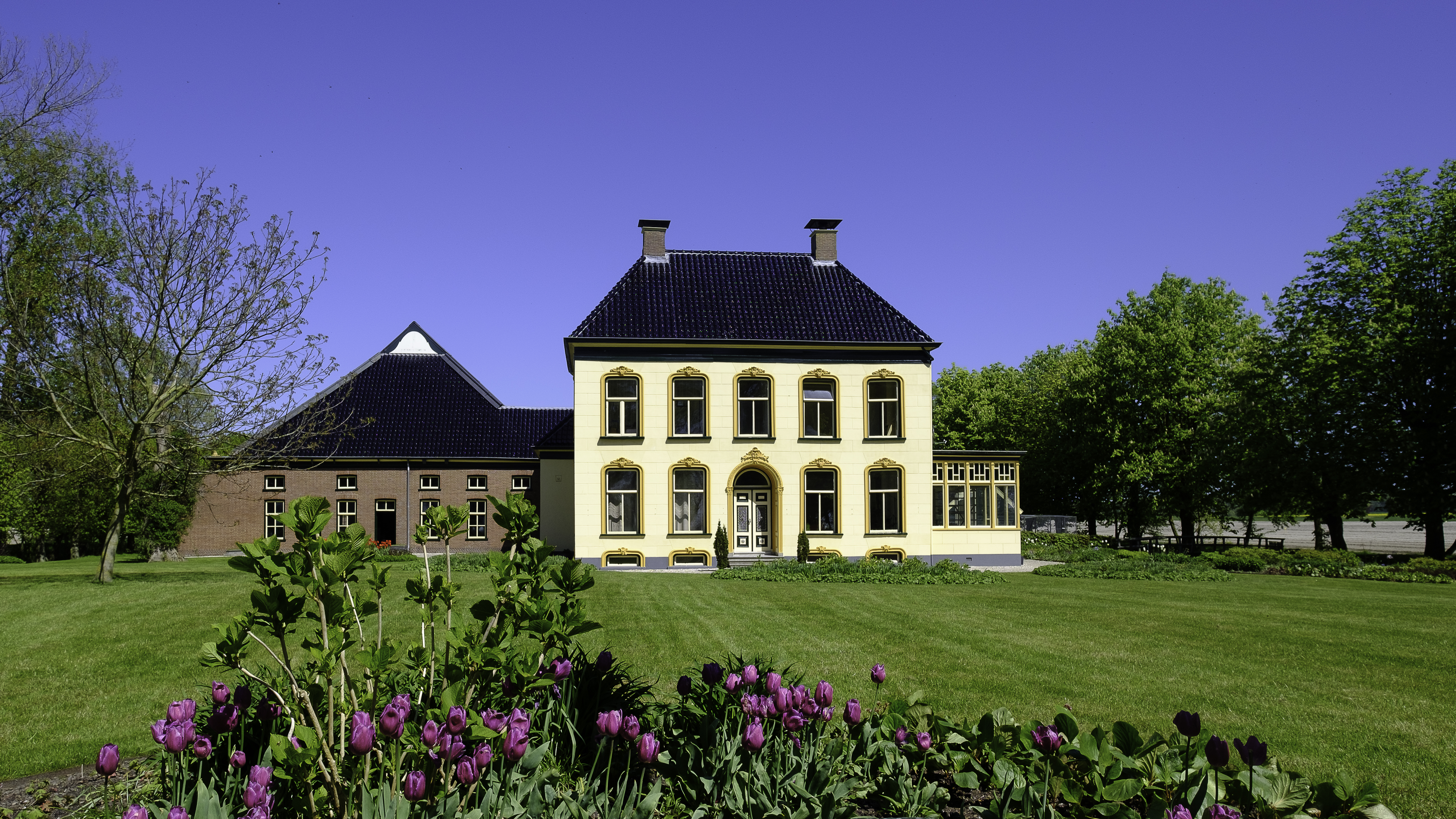
Vooraanzicht van Dinghweer

Dinghweer is een boerderij aan de Hemerterweg 2 bij Hemert (onder Lellens) in de gemeente Groningen in de Nederlandse provincie Groningen. De boerderij is deels omgracht en vormt een rijksmonument. Op het voorerf van de boerderij staat een bijbehorende arbeiderswoning (Hemerterweg 1) uit 1917.

## Geschiedenis
De boerderij ligt op een oude omgrachte huisstede die reeds lange tijd bestaat. De naam verwijst mogelijk naar een gerechtsplaats (dingen is "rechtspreken") van Groningen. Een verkoopakte uit 1607 maakt melding van een heemstede 'ut de galgenbarges venne' bij Kröddeburen, die dat jaar door de eigenaar van Dingeweer werd gekocht.
Het 'huis Dingweer' bevond zich lange tijd in het bezit van de doopsgezinde boerenfamilie Brontsema, maar werd na 1660 verkocht aan een adellijke belegger. In het huis bevindt zich een gebrandschilderd naamruitje uit 1662 van jonker Johan Clant en ook achter de bijschuur bevindt zich een gevelsteen met dat jaartal. De familie Brontsema bleef het huis aanvankelijk als pachter bewonen. De hoofdschuur met de paardenboxen werd mogelijk gesticht in de 18e eeuw en werd blijkens een gevelsteen in 1854 vernieuwd. De bijschuur dateert uit het begin van de 19e eeuw. Het onderkelderde en gepleisterde dwarshuis werd rond 1860 opnieuw opgetrokken en vormde voor die tijd met een volledige verdieping een zeer groot huis. In de schuur werd een versmald dienstgedeelte aangelegd met in de keuken lambriseringen. Op het voorerf werd in een onbekend jaar een duivenslagpoort gebouwd met hekpoorten.
In 1867 verhuisde de Lellense houthandelaar en vervener Willem Jacob Kiers vanuit Noordbarge naar dit huis. Hij liet net als veel andere boeren in die tijd een pronkkamer inrichten in het voorhuis. In 1873 liet Kiers een grafkelder bouwen op het achtererf, waarin hij en zes andere familieleden begraven liggen. Honderd jaar later, in 1973, verliet de familie de toen sterk vervallen woning. Twee jaar eerder was Dinghweer aangewezen als rijksmonument. De volgende bewoner was een akkerbouwer, die de gracht voor het huis deels liet dempen om zijn bedrijfsvoering te verbeteren en de duivenslag te kunnen behouden (de hekken werden wel verwijderd). Hij liet in 1991 ook een loods bouwen op het voorerfnaast een bestaande loods uit 1916. In 2013 werd het geheel na jaren van achterstallig onderhoud gerestaureerd. Een tweede restauratie in verband met aardbevingsschade volgde in 2017.
Achter de boerderij ligt een terrein met de vroegere boomgaard, die te bereiken is via een bruggetje. Vroeger lag er ook een brug over de gracht aan de zijkant van de schuur met daarop een houten namaakduivenslag.

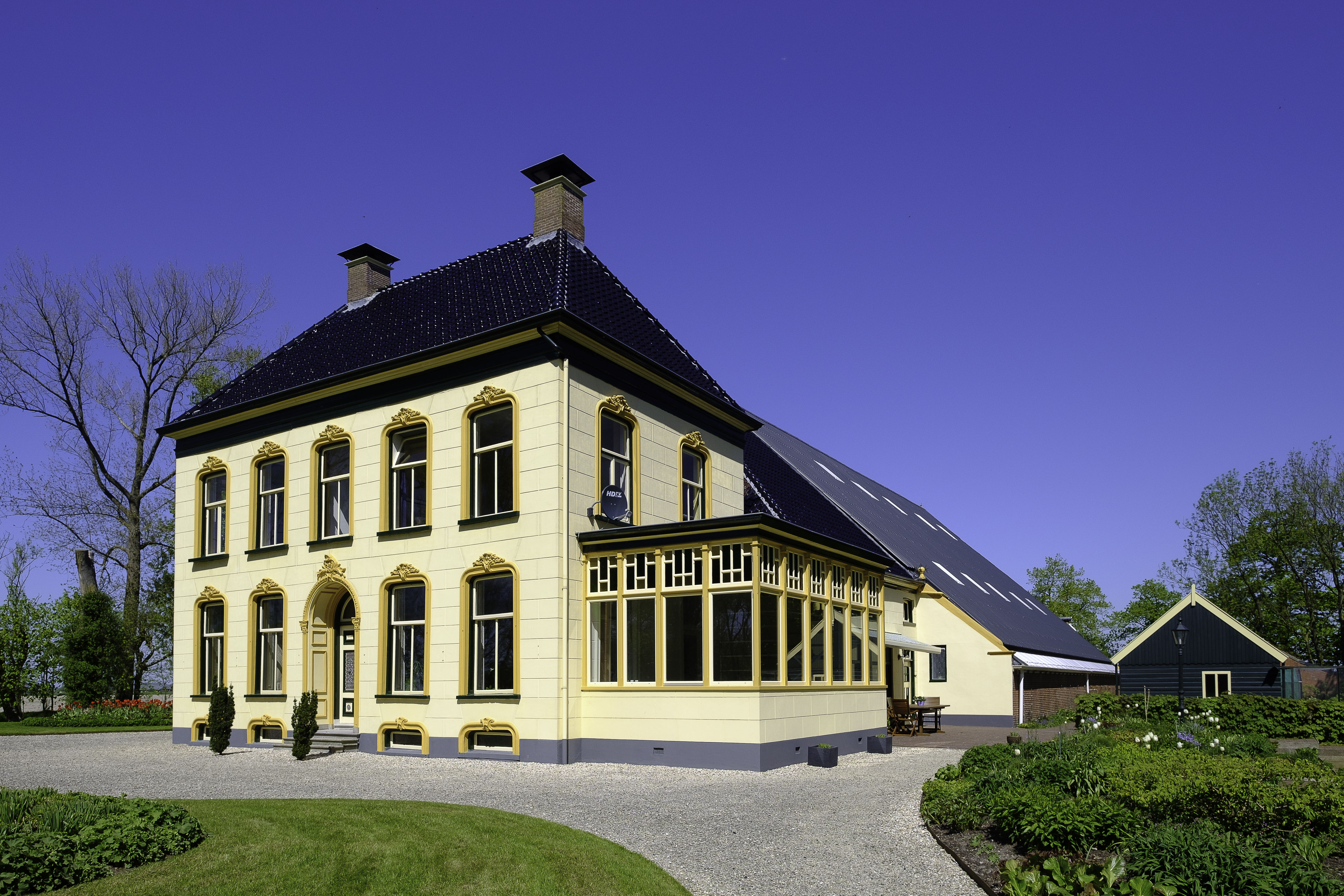
Close-up van voorhuis en serre
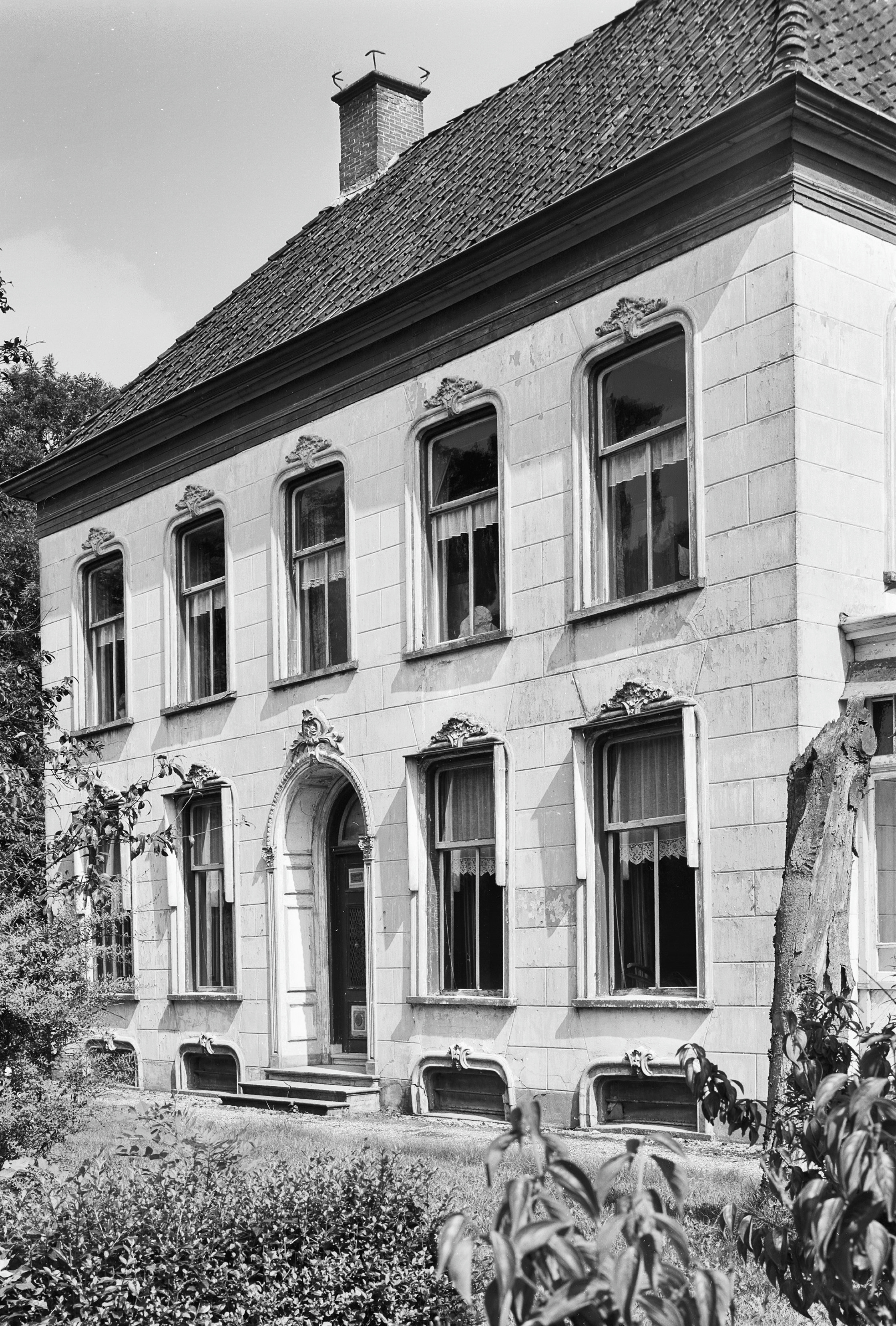
Voorgevel in 1967
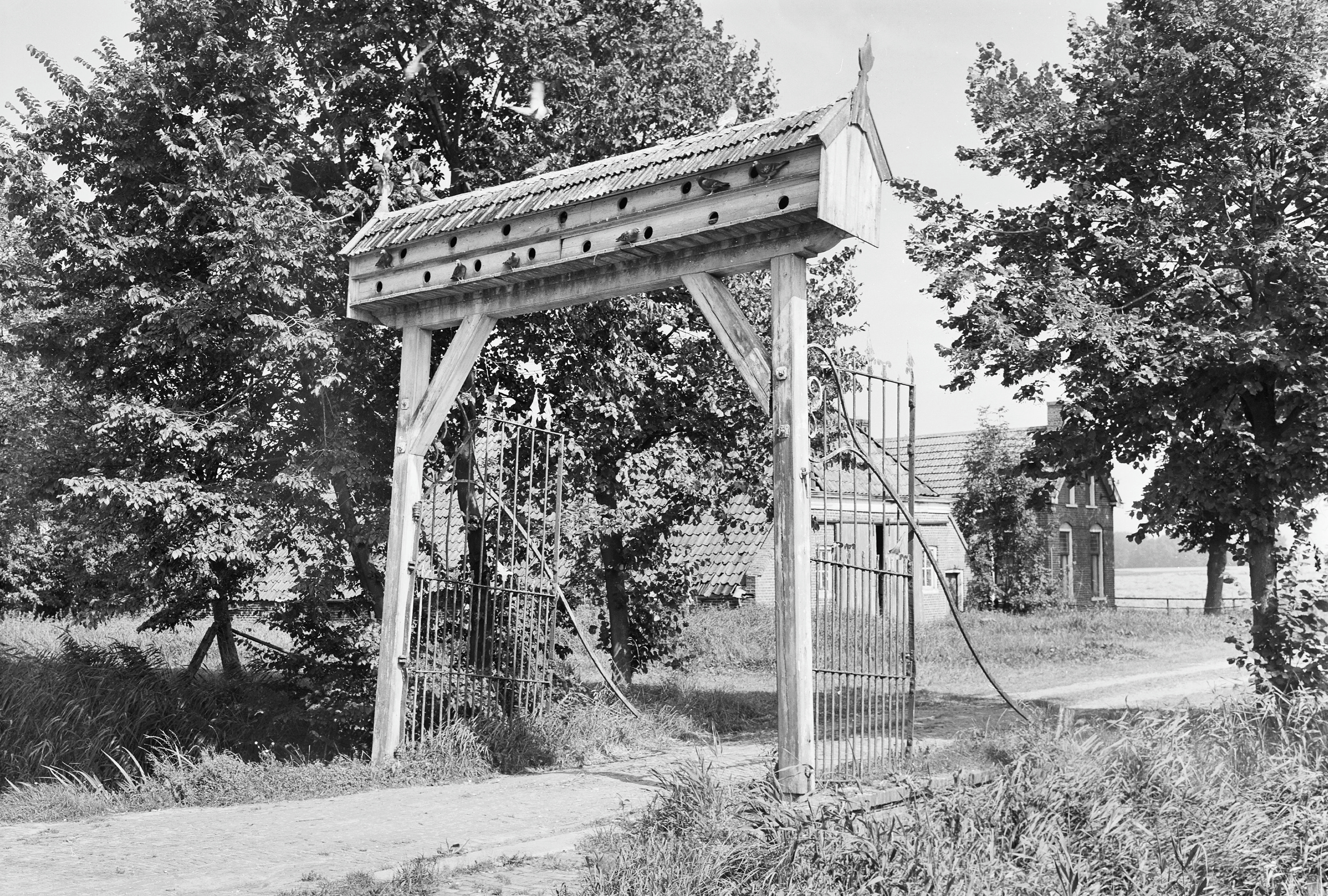
Duivenslagpoort in 1967. In de duivenslag zitten nog duiven.
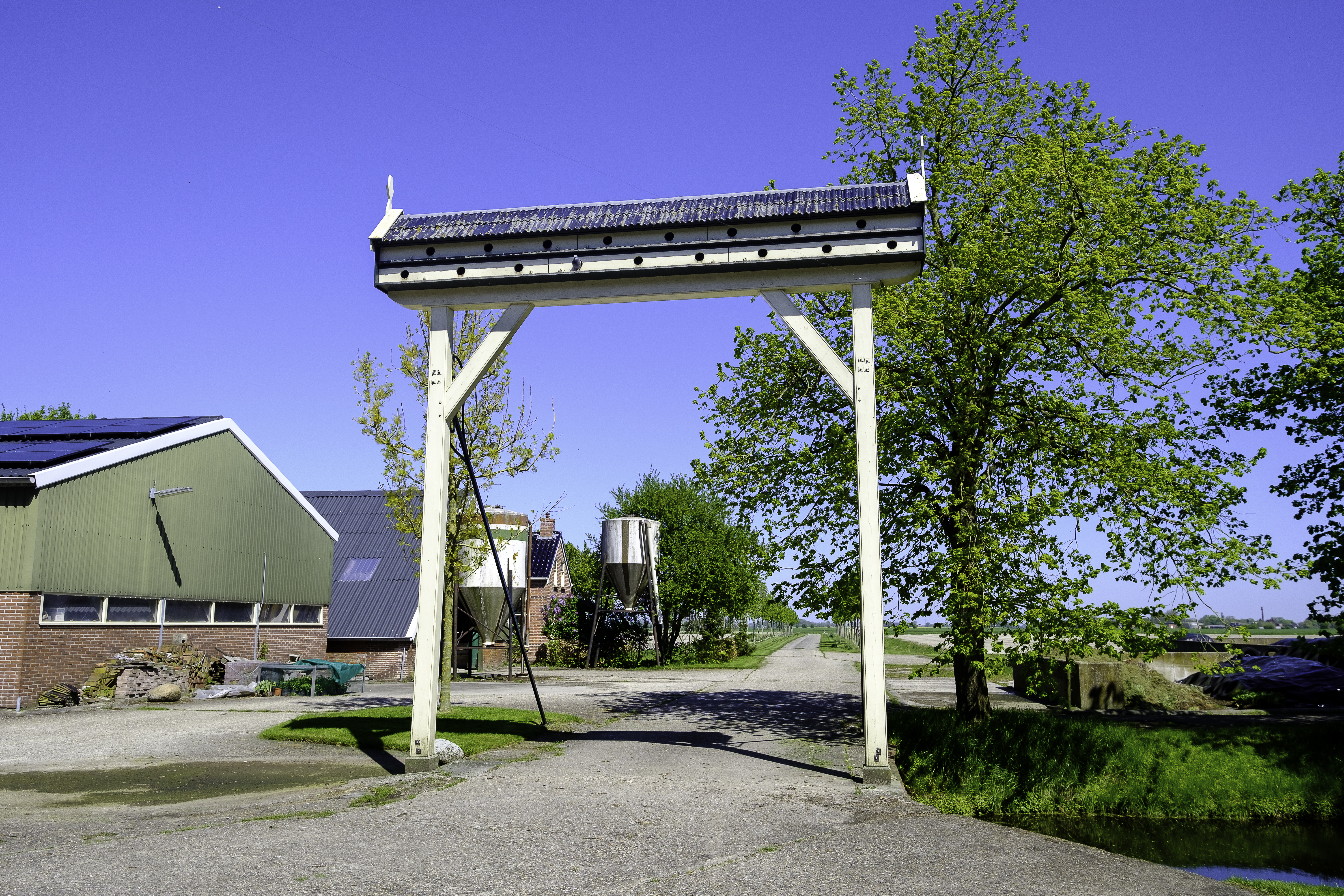
Duivenslagpoort in 2018
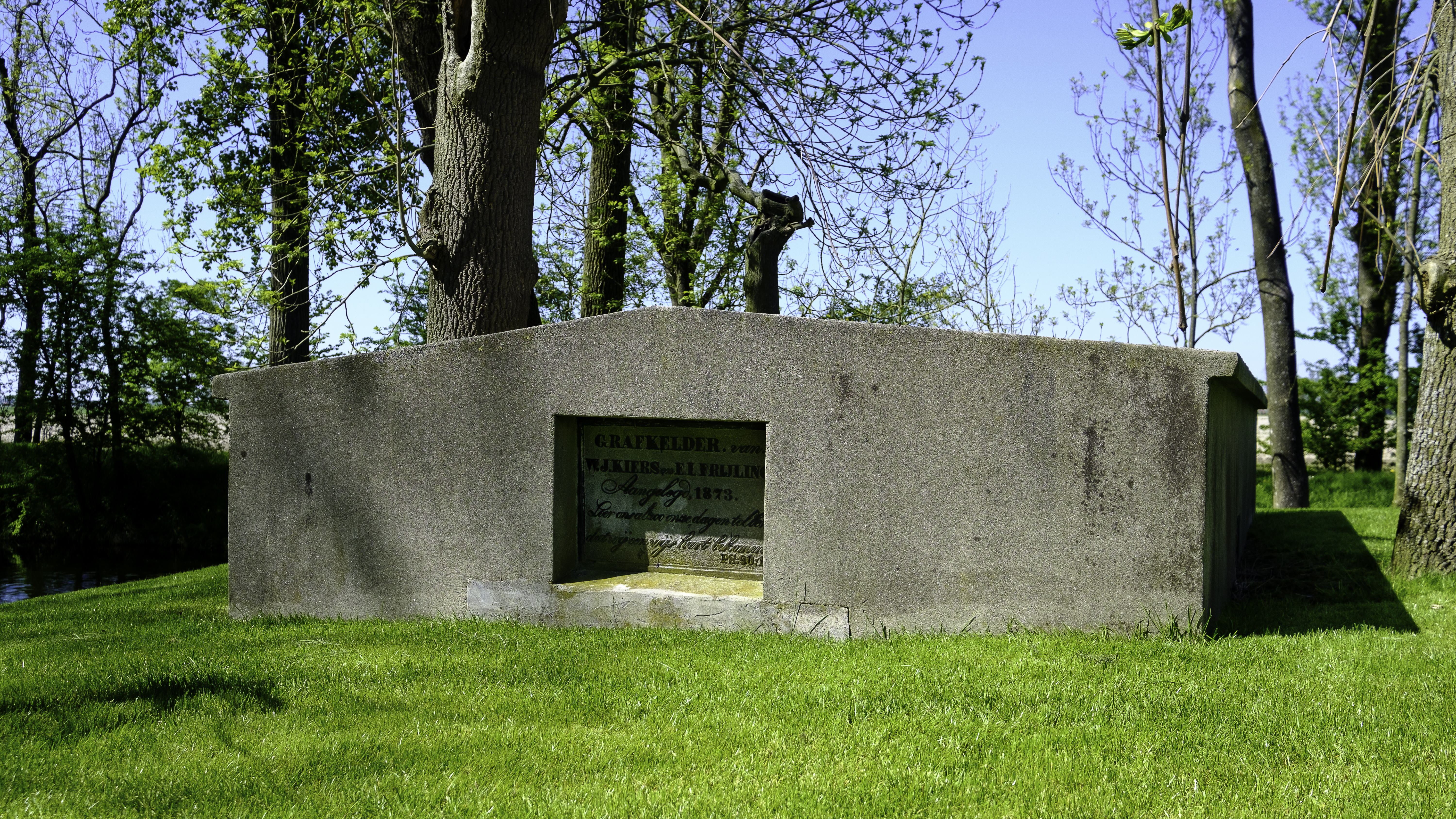
Familiegraf van Kiers
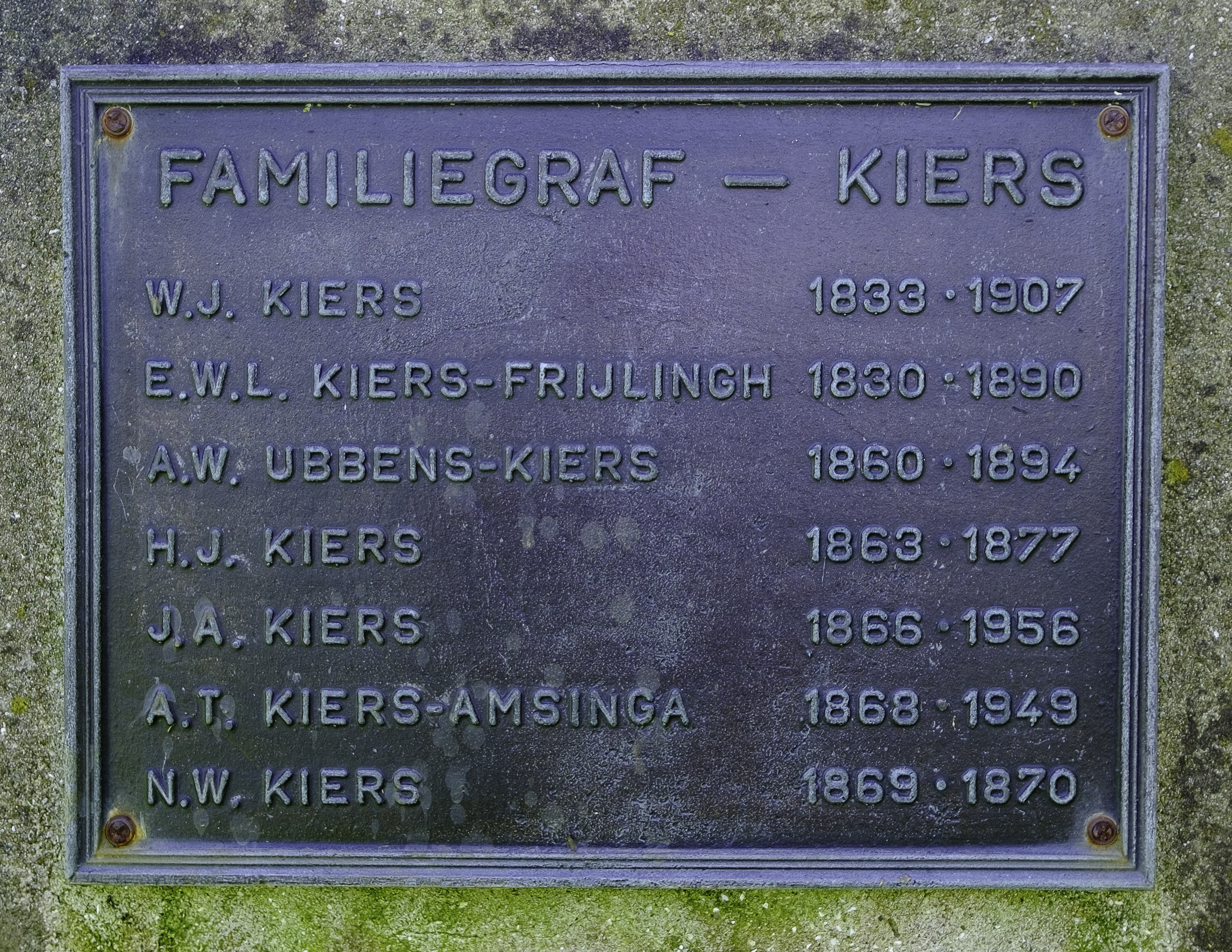
Plaquette met de namen van de begravenen in de graftombe